# Diethelm Hoffmann (Architekt)

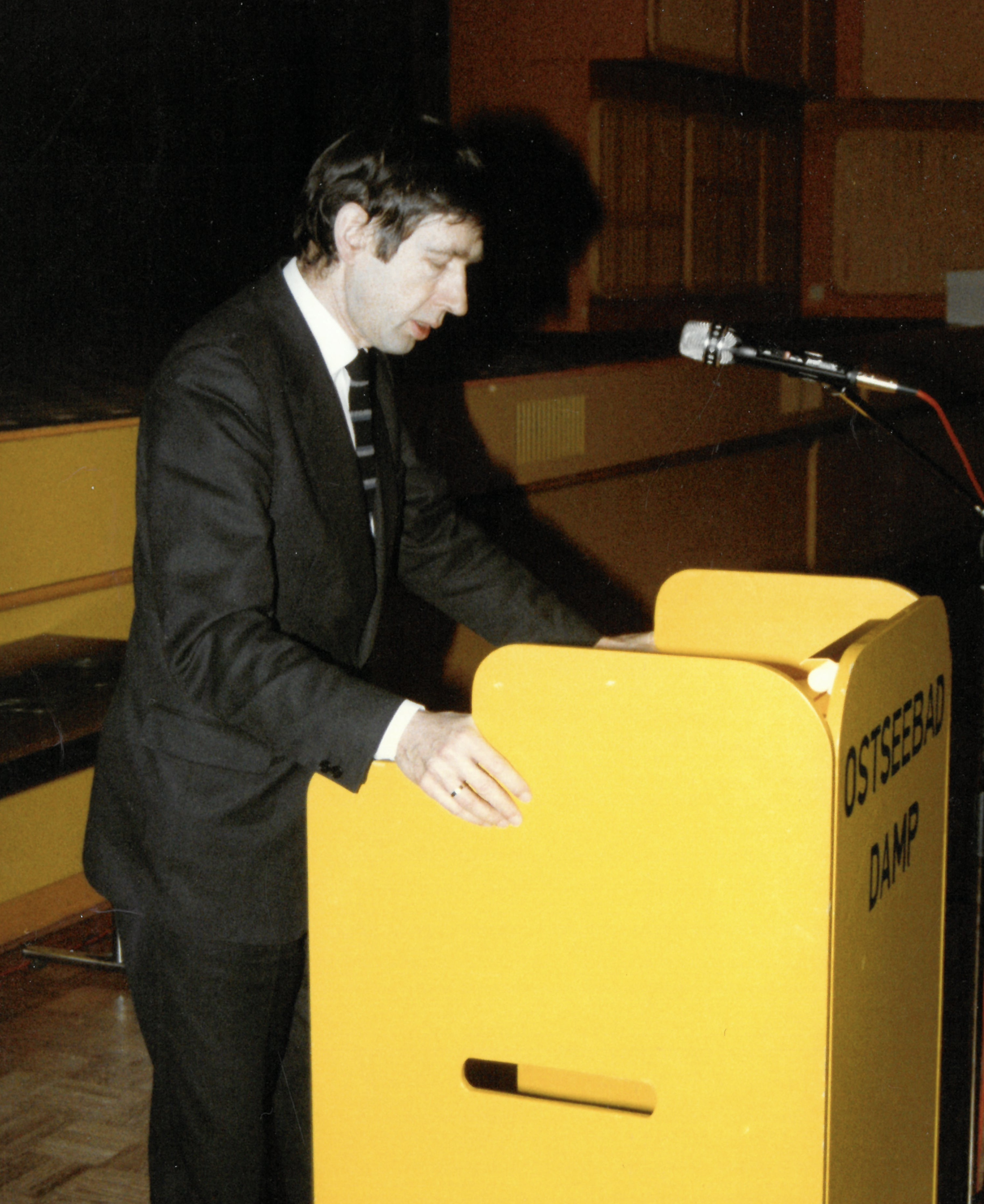
Diethelm Hoffmann auf den Sanierungstagen der Arbeitsgemeinschaft für zeitgemäßes Bauen e.V. und der Architekten- und Ingenieurkammer Schleswig-Holstein in Damp am 23. Februar 1989

Diethelm Hoffmann (* 10. November 1935 in Bochum; † 24. März 2021) war ein deutscher Architekt und Hochschullehrer.

## Leben
Diethelm Hoffmann studierte von 1955 bis 1963 Architektur an der Technischen Hochschule Braunschweig und wurde nach der Diplom-Hauptprüfung dort Mitarbeiter am Lehrstuhl für Gebäudelehre und Entwerfen bei Dieter Oesterlen, von 1965 bis 1969 als dessen Wissenschaftlicher Assistent. Während seines Studiums wurde er im Wintersemester 1955/56 Mitglied der Braunschweiger Burschenschaft Germania.
Seit 1970 arbeitete Hoffmann als freier Architekt in Kiel, zunächst in Büropartnerschaft mit Hans Jungjohann als Jungjohann + Hoffmann, ab 1980 mit Horst Krug als Jungjohann, Hoffmann und Krug und ab 1994 als Hoffmann & Krug. Seit dem Ausscheiden aus der Büropartnerschaft arbeitete er unter seinem eigenen Namen als selbständiger Architekt.
Hoffmann wurde 1973 Mitglied des Bundes Deutscher Architekten (BDA) und lehrte ab 1978 an der Fachhochschule Kiel, Fachbereich Bauwesen, in Eckernförde. 1992 wurde er zum Honorarprofessor ernannt. Von 1986 bis 1998 war er Präsident der Architekten- und Ingenieurkammer Schleswig-Holstein und bis Ende 2012 Vorsitzender der Axel-Bundsen-Stiftung. Hoffmann war Ehrenpräsident der Architekten- und Ingenieurkammer Schleswig-Holstein.

## Auszeichnungen und Ehrungen
- 1990: Kultur- und Wissenschaftspreis der Stadt Kiel

## Bauten

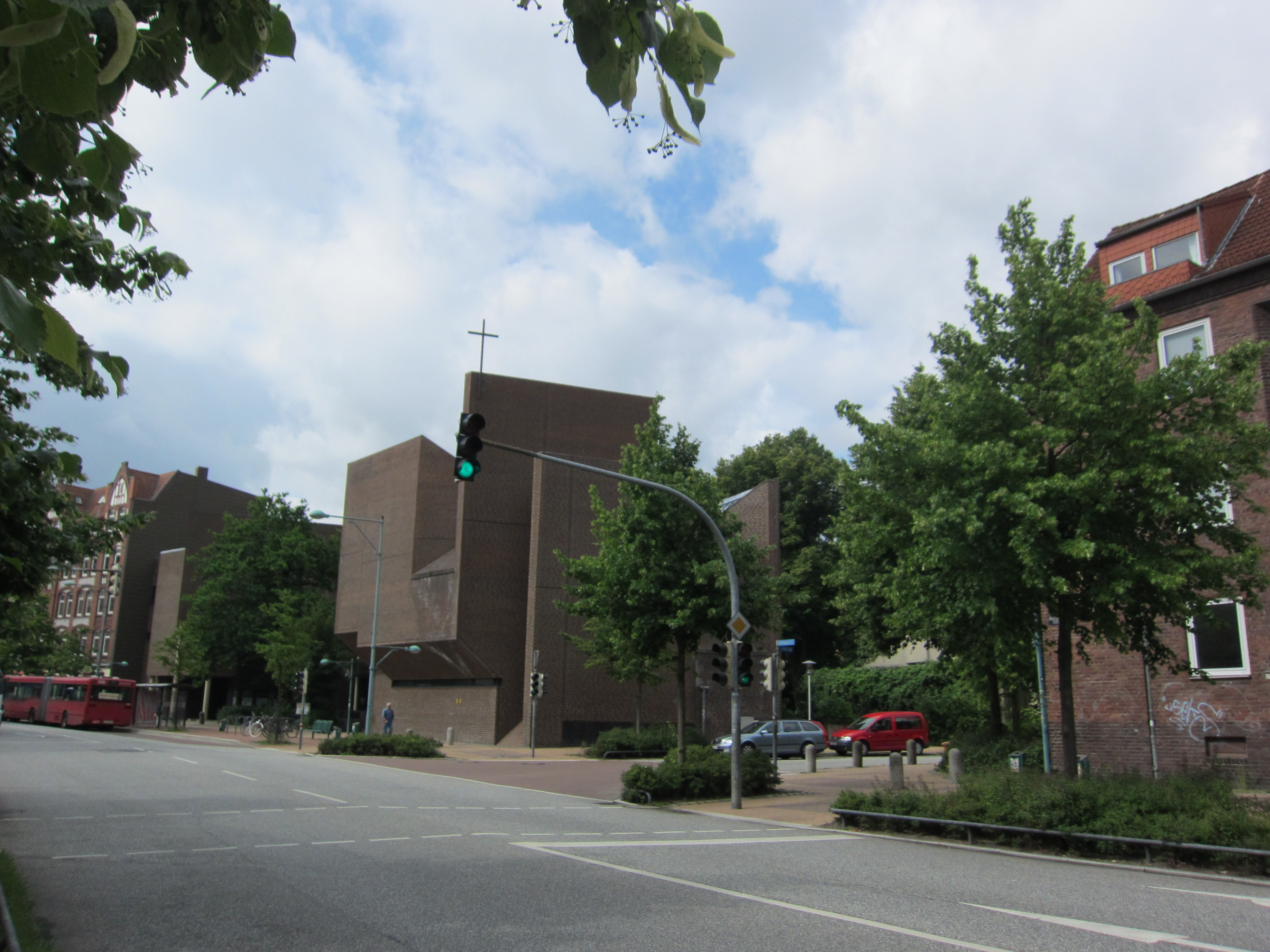
St.-Lukas-Kirche, Kiel

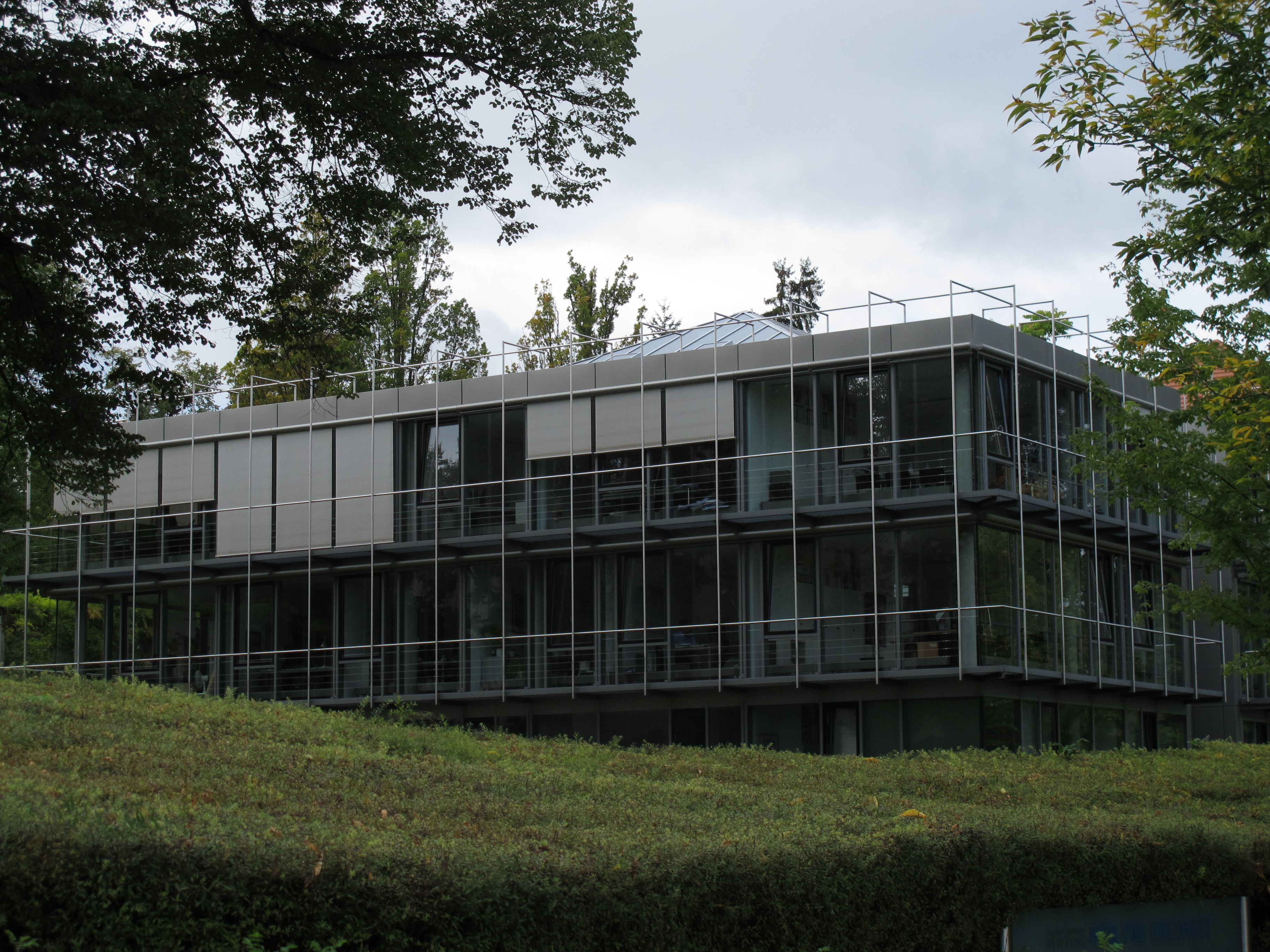
Friedrich-Naumann-Stiftung, Potsdam

- 1972–1974: Kreisberufsschule Rendsburg[8]
- 1978–1981: St.-Lukas-Kirche in Kiel
- 1980–1983: Autobahnraststätte Brokenlande (Ostseite)[9]
- 1982–1986: Erweiterungsbau der Kunsthalle zu Kiel (BDA-Preis 1989)[10]
- 1986–1988: Kulturviertel im Sophienhof in Kiel (BDA-Preis 1989)[10]
- 1990–1992: Wohnstift Klosterkirchhof in Kiel (mit Jürgen Baade)
- 1992–1996: Rathaus in Henstedt-Ulzburg
- 1996–2002: Rathaus in Bad Segeberg
- 1997–2003: Ausstellungsforum / Grafikkabinett der Ernst-Barlach-Stiftung in Güstrow[5]
- 1998–2000: Sporthalle am Burgfeld in Lübeck[11]
- 1999–2001: Erweiterungsbau der Friedrich-Naumann-Stiftung in Potsdam (zur Truman-Villa)[12]
- 2006–2009: Besucherpavillon der Gertrudenkapelle in Güstrow

## Schriften
- mit Dieter Oesterlen: Aufgaben der Planung im industrialisierten Wohnungsbau. Untersuchungen über die Verwendung großformatiger Fertigteile im Wohnungsbau und deren Auswirkungen auf die architektonische Gestaltung. Bericht über die Ergebnisse eines Forschungsauftrages des Landes Niedersachsen (= Studienhefte zum Fertigbau. Heft 3/4). Vulkan-Verlag Classen, Essen 1965.
- Aufgabe und Planungsprozeß. In: Jens Christian Jensen: Kunsthalle zu Kiel, Christian-Albrechts-Universität. Sammlungen und Baugeschichte 1854 - 1986. Hans Christians Verlag, Hamburg 1986, ISBN 3767209608, S. 82–88.
- mit Jürgen Baade: Das Wohnstift Klosterkirchhof. Ernst & Sohn, Berlin 1994, ISBN 3-433-02440-5.